# Suhumi
Suhumi (în georgiană სოხუმი, Sokhumi; în abhază Аҟәа, Aqwa; în rusă Сухум, Suhum) este un oraș din Georgia, aflat în regiunea separatistă Abhazia, al cărei capitală este.

## Clima
| Date climatice pentru Sukhumi                   | Date climatice pentru Sukhumi | Date climatice pentru Sukhumi | Date climatice pentru Sukhumi | Date climatice pentru Sukhumi | Date climatice pentru Sukhumi | Date climatice pentru Sukhumi | Date climatice pentru Sukhumi | Date climatice pentru Sukhumi | Date climatice pentru Sukhumi | Date climatice pentru Sukhumi | Date climatice pentru Sukhumi | Date climatice pentru Sukhumi | Date climatice pentru Sukhumi |
| Luna                                            | Ian                           | Feb                           | Mar                           | Apr                           | Mai                           | Iun                           | Iul                           | Aug                           | Sep                           | Oct                           | Nov                           | Dec                           | Anual                         |
| ----------------------------------------------- | ----------------------------- | ----------------------------- | ----------------------------- | ----------------------------- | ----------------------------- | ----------------------------- | ----------------------------- | ----------------------------- | ----------------------------- | ----------------------------- | ----------------------------- | ----------------------------- | ----------------------------- |
| Maxima medie °C (°F)                            | 8 (46)                        | 9 (48)                        | 12 (54)                       | 16 (61)                       | 19 (66)                       | 23 (73)                       | 25 (77)                       | 26 (79)                       | 23 (73)                       | 19 (66)                       | 15 (59)                       | 11 (52)                       | 17,2 (62,9)                   |
| Minima medie °C (°F)                            | 2 (36)                        | 2 (36)                        | 5 (41)                        | 8 (46)                        | 12 (54)                       | 17 (63)                       | 19 (66)                       | 19 (66)                       | 15 (59)                       | 11 (52)                       | 7 (45)                        | 3 (37)                        | 10 (50)                       |
| Precipitații mm (inches)                        | 137 (5.39)                    | 113 (4.45)                    | 135 (5.31)                    | 123 (4.84)                    | 115 (4.53)                    | 127 (5)                       | 100 (3.94)                    | 123 (4.84)                    | 127 (5)                       | 121 (4.76)                    | 133 (5.24)                    | 152 (5.98)                    | 1.506 (59,29)                 |
| Nr. mediu de zile ploioase                      | 17                            | 15                            | 16                            | 15                            | 12                            | 11                            | 10                            | 10                            | 10                            | 12                            | 16                            | 16                            | 160                           |
| Sursa nr. 1: Weatherbase                        |                               |                               |                               |                               |                               |                               |                               |                               |                               |                               |                               |                               |                               |
| Sursa nr. 2: Georgia Travel Climate Information |                               |                               |                               |                               |                               |                               |                               |                               |                               |                               |                               |                               |                               |

## Orașe înfrățite
- Ufa, Rusia
- Krasnodar, Rusia
- Tiraspol, Transnistria
- Cerkessk, Rusia
- Podolsk, Rusia[4]
- Volgograd, Rusia
- Groznîi, Rusia
- Stepanakert, Republica Nagorno-Karabah
- Arhangelsk, Rusia[5]
- Nijni Novgorod, Rusia
- Sant'Antioco, Italia[6][7]
- Side, Turcia[8]

## Legături extene
- UNOMIG photo gallery of Sukhumi Arhivat în 25 ianuarie 2008, la Wayback Machine.
- Suhumi webcam